# القائد العام

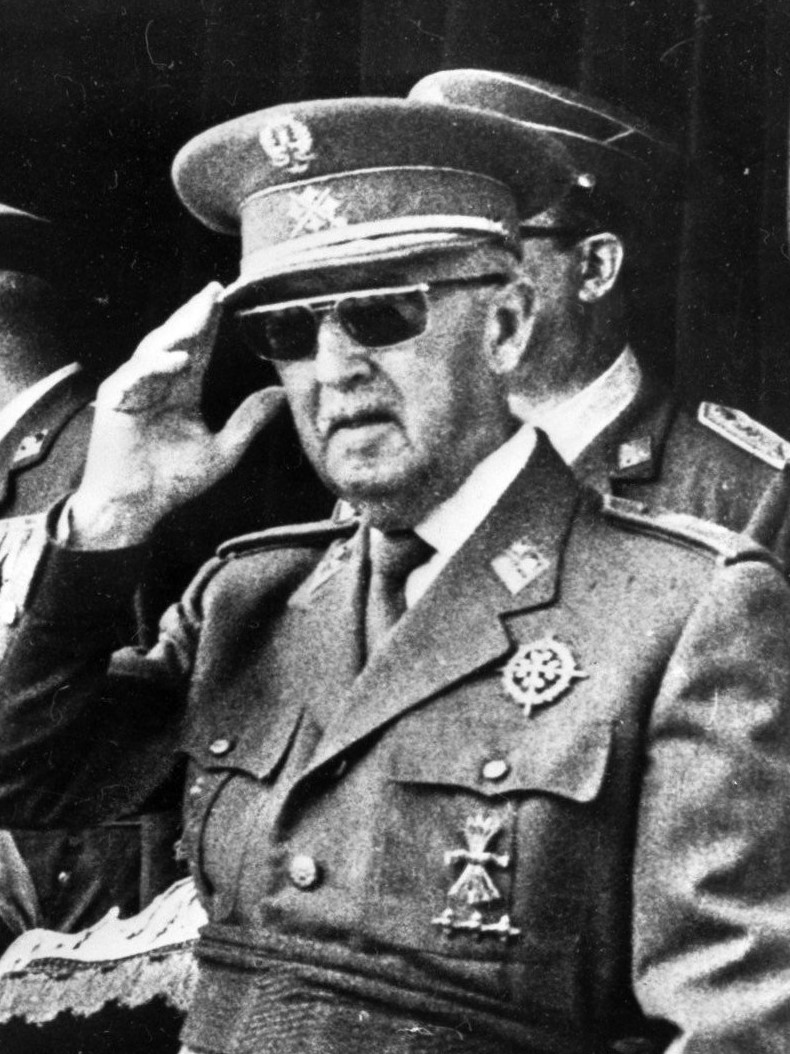
فرانسيسكو فرانكو، الجنرال الإسباني، شغل هذا المنصب من 1936 إلى 1975.

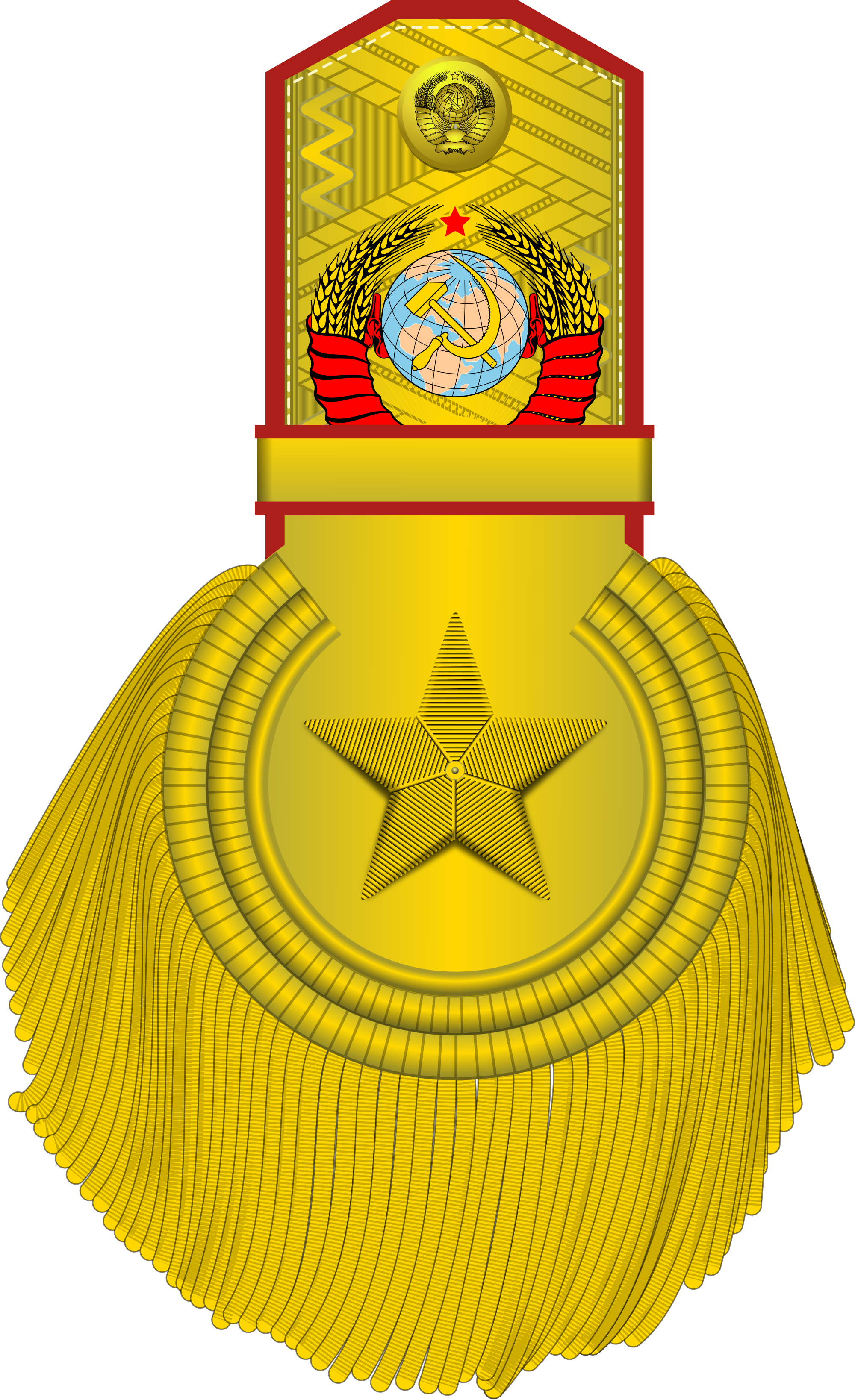
شارات مقترحة لمنصب الجنرال الأعظم في الاتحاد السوفيتي (شغلها فقط جوزيف ستالين).

القائد العام او جنراليسيمو  (/ˌdʒɛn(ə)rəˈlɪsɪmoʊ/ JEN-(ə-)rə-LIS-ih) والمعروفة أيضًا بـ الجنرال الأعظم.
هي رتبة عسكرية من أعلى الدرجات، تتجاوز رتبة المشير الميداني وغيرها من رتب النجوم الخمسة في الدول التي تستخدم هذه التصنيفات. عادةً ما تُمنح هذه الرتبة للقادة العسكريين البارزين الذين حققوا إنجازات كبيرة في قيادتهم للقوات المسلحة أو أثناء الحروب.

### أمثلة تاريخية
- فرانسيسكو فرانكو: قاد إسبانيا كجنراليسيمو خلال الفترة من 1936 إلى 1975.
- جوزيف ستالين: شغل منصب الجنرال الأعظم في الاتحاد السوفيتي لفترة محدودة.